# هولنایش
هولنایش (به آلمانی: Hollnich) یک شهر در آلمان است که در راین-هونسروک واقع شده‌است. هولنایش ۳۰۱ نفر جمعیت دارد.